# Президент-стрит — Медгар-Эверс-колледж (линия Ностранд-авеню, Ай-ар-ти)
|   |   |   |   |
| · | · | · | · |

|   |   |   |   |
| · | · | · | · |

«Президент-стрит — Медгар-Эверс-колледж» (англ. President Street-Medgar Evers College) — станция Нью-Йоркского метрополитена, расположенная на линии Ностранд-авеню, Ай-ар-ти. Станция находится на пересечении  Президент-стрит и Ностранд-авеню в округе Краун Хайтс, Бруклин. На станции останавливаются маршруты 2 (круглосуточно) и 5 (в будни днём). Станция является самой северной на линии.
Эта достаточно глубокая станция была открыта 23 августа 1920 года. Это единственная станция на линии с одной островной платформой и двумя путями. Все станции южнее имеют две боковые платформы и два пути между ними. Севернее станции пути линии соединяются с локальными путями линии IRT Eastern Parkway Line. Станция Nostrand Avenue на IRT Eastern Parkway Line расположена всего в двух кварталах севернее.
Путевые стены покрыты плиткой с декоративной линией и оригинальными вставками. На них изображена буква "P": первая буква названия станции. В 1950-х годах станция была продлена на юг с учётом новых технических требований поездов IRT. В этой продлённой части имеются названия станции в виде мозаик "PRESIDENT ST". Балочные колонны станции окрашены в синий цвет, и на них также имеется название станции в виде чёрных табличек.
Единственный выход со станции расположен в её северном конце. Прямо со станции благодаря двухпролётной лестнице или эскалатору можно попасть в небольшой вестибюль, где находятся турникеты. А уже из вестибюля выходят две лестницы на южные углы перекрёстка Президент-стрит и Ностранд-авеню.